# Niklas Jensen Wassberg
Niklas Jensen Wassberg, né le 12 juin 2004 à Bergen en Norvège, est un footballeur norvégien qui évolue au poste de milieu central au SK Brann.

## Biographie

### En club
Né à Bergen en Norvège, Niklas Jensen Wassberg commence le football au FK Fyllingsdalen (en) avant de rejoindre le SK Brann. Il signe rapidement un premier contrat professionnel, à 16 ans, le 2 avril 2021. Il est par la même occasion promu en équipe première.
Wassberg joue son premier match en professionnel le 16 mai 2021, à l'occasion d'une rencontre d'Eliteserien, l'élite du football norvégien, face au Molde FK. Il entre en jeu à la place de Kasper Skaanes (en) et son équipe s'incline par quatre buts à zéro,. Il parque son premier but en professionnel le 5 décembre 2021, face au FK Bodø/Glimt, en championnat. Titulaire, il réduit le score de la tête sur un service de Robert Taylor alors que le SK Brann est mené de deux buts, et son équipe parvient à égaliser (2-2 score final).
Le 9 janvier 2023 il prolonge son contrat avec le SK Brann jusqu'en décembre 2024.
Il remporte son premier trophée avec la coupe de Norvège le 20 mai 2023,.

### En sélection
Niklas Jensen Wassberg représente l'équipe de Norvège des moins de 17 ans pour un total de trois matchs joués, tous en 2021.
Avec les moins de 18 ans il joue un total de quatre matchs entre 2021 et 2022. Il fait sa première apparition avec cette sélection le 13 novembre 2021 contre la Slovaquie. Il est titularisé et les deux équipes se neutralisent (1-1 score final).

## Vie privée
Niklas Jensen Wassberg est issu d'une famille de footballeurs. Son père est Roy Wassberg (en), un ancien défenseur des années 90 et 2000, et son grand-père est l'ancien international norvégien Roald Jensen (en). Son oncle Sondre Jensen (en) est également footballeur et chacun d'entre eux a porté les couleurs du SK Brann.

## Palmarès
SK Brann
- Coupe de Norvège (1) :
  - Vainqueur : 2023.